# Left for Dead (Crazy Horse)
Left for Dead è un album dei Crazy Horse, pubblicato dalla Heyday Records nel 1989. Il disco fu registrato al Sonora West/Elbee Studios di Glendale.

## Tracce
Lato A
1. Left for Dead – 4:19 (Sonny Mone)
2. Child of War – 3:34 (Sonny Mone)
3. You and I – 2:45 (Billy Talbot, Matt Piucci)
4. Mountain Man – 3:06 (Sonny Mone)

Lato B
1. In the Middle – 5:09 (Billy Talbot, Joe Conforti, Matt Piucci)
2. If I Ever Do – 4:55 (Sonny Mone)
3. World of Love – 4:30 (Sonny Mone)
4. Show a Little Faith – 4:48 (Sonny Mone)

Edizione CD del 1990, pubblicato dalla Sisapa Records
1. Left for Dead – 4:18 (Sonny Mone)
2. Child of War – 3:34 (Sonny Mone)
3. You and I – 2:45 (Billy Talbot, Matt Piucci)
4. Mountain Man – 3:05 (Sonny Mone)
5. I Could Never Lose Your Love – 5:05 (Sonny Mone)
6. In the Middle – 4:55 (Billy Talbot, Jerry Conforti, Ralph Molina)
7. If I Ever Do – 3:13 (Sonny Mone)
8. World of Love – 4:28 (Sonny Mone)
9. Show a Little Faith – 4:49 (Sonny Mone)

## Musicisti
- Sonny Mone - voce solista, chitarra
- Matt Piucci - voce, chitarra solista
- Billy Talbot - basso, voce, tastiere
- Ralph Molina - batteria, voce

Musicista aggiunto
- Dino Papanicolaou - organo, pianoforte, ingegnere del suono